# Поповка (Хорольский район)
Поповка (укр. Попівка) — село, Новоаврамовский сельский совет, Хорольский район, Полтавская область, Украина.
Код КОАТУУ — 5324884205. Население по переписи 2001 года составляло 497 человек.

## Географическое положение
Село Поповка находится на левом берегу реки Хорол, выше по течению на расстоянии в 3 км расположено село Новоаврамовка, ниже по течению на расстоянии в 0,5 км расположено село Малая Поповка, на противоположном берегу — село Пристань. Река в этом месте извилистая, образует лиманы, старицы и заболоченные озёра. Рядом проходит автомобильная дорога Т-1715.

## История
В середине XVIII века селом владел миргородский полковник Василий Капнист.
Преображенская церковь известна с 1724 года
Имеется на карте 1787 года

## Известные уроженцы
- Савченко Василий Федотович (1909—1982) — участник Великой Отечественной войны, полный кавалер ордена Славы.